# 西本道則
西本 道則（にしもと みちのり、1937年6月29日 - ）は、兵庫県出身の元プロ野球選手（投手）。

## 来歴・人物
1956年に柏原高を卒業するが、教師を志望して受験した関西学院大学を不合格となり浪人していた。同年7月に叔父の勧めで高橋ユニオンズの入団テストを受けると、遠投で1位になるなど、実力を認められて仮採用となる。3人の仮採用の一人に東映を退団していた小川健太郎もいた。その後、西本だけが本採用となって11月に正式に入団する。しかし、1957年のキャンプ中に高橋は大映スターズと合併したため、そのまま大映ユニオンズに移籍した。
大映では、開幕第2戦となる4月7日の東映フライヤーズ戦に2対2で同点の延長10回表からプロ初登板する。ここを無失点で抑えると、その裏に大映がサヨナラ勝ちし、幸運な初勝利を挙げた。シーズンでは中継ぎを中心に27試合に登板し3勝（2敗）を挙げる。だが、シーズンオフに大映と毎日オリオンズの合併が決まり、大幅な人員整理が行われる中で退団した。
大映を退団すると、その年に設立された東芝野球部に入団して1962年までプレー。その後は、明治神宮外苑でスポーツ施設の管理業務を行っていた。

## 選手としての特徴
シュートが主武器の投手で、カーブも投げていた。

## 詳細情報

### 年度別投手成績
| 年 度     | 球 団     | 登 板 | 先 発 | 完 投 | 完 封 | 無 四 球 | 勝 利 | 敗 戦 | セ 丨 ブ | ホ 丨 ル ド | 勝 率 | 打 者 | 投 球 回 | 被 安 打 | 被 本 塁 打 | 与 四 球 | 敬 遠 | 与 死 球 | 奪 三 振 | 暴 投 | ボ 丨 ク | 失 点 | 自 責 点 | 防 御 率 | W H I P |
| --------- | --------- | ----- | ----- | ----- | ----- | -------- | ----- | ----- | -------- | ----------- | ----- | ----- | -------- | -------- | ----------- | -------- | ----- | -------- | -------- | ----- | -------- | ----- | -------- | -------- | ------- |
| 1957      | 大映      | 27    | 4     | 0     | 0     | 0        | 3     | 2     | --       | --          | .600  | 235   | 57.0     | 57       | 6           | 17       | 0     | 0        | 24       | 1     | 0        | 31    | 27       | 4.26     | 1.30    |
| 通算：1年 | 通算：1年 | 27    | 4     | 0     | 0     | 0        | 3     | 2     | --       | --          | .600  | 235   | 57.0     | 57       | 6           | 17       | 0     | 0        | 24       | 1     | 0        | 31    | 27       | 4.26     | 1.30    |

### 記録
- 初登板・初勝利：1957年4月7日、対東映フライヤーズ2回戦（後楽園球場）

### 背番号
- 62 （1957年）